# 榊原巌
榊原 巌（さかきばら がん、1898年〈明治31年〉11月17日 - 1994年〈平成6年〉11月30日）は、日本の経済学者、キリスト教（アナバプティズム）研究家、政治家、実業家。青山学院大学名誉教授。筆名は、吾妻 東一、福田 逸史。
妻は衆議院議員の榊原千代。息子はヒッポファミリークラブ創設者の榊原陽。

## 経歴
愛知県碧南市生まれ。1921年（大正10年）3月、官立神戸高等商業学校を中途退学する。同年4月に東京商科大学（現・一橋大学）本科に入学し、1924年（大正13年）3月に卒業する。同年4月に横浜社会問題研究所の研究員に就任する。
1926年（大正15年）6月から福島高等商業学校（現・福島大学）講師、1927年（昭和2年）7月から同校教授に就任する。1931年（昭和6年）6月からドイツ留学（後にイギリス・ブラジルに追加留学）を命じられ、1932年（昭和7年）までにマールブルク大学およびベルリン大学の経済学部・神学部において聴講する。1932年（昭和7年）、基督教思想叢書刊行会賞受賞。
1939年（昭和14年）4月、福島消費組合長に就任し、同年9月に福島高等商業学校を辞任する。1946年（昭和21年）7月に福島県生活協同組合連合会長、同年10月に日本協同組合同盟中央委員に就任する。日本社会党に属し、1947年（昭和22年）同党から福島県選挙区の参議院議員選挙に出馬するも落選する。
1949年（昭和24年）4月、青山学院大学商学部教授に就任し、学部組織変更のため、1953年（昭和28年）4月、同学経済学部教授に就任する。1959年（昭和34年）7月からドイツ近代経済学の研究のため、ドイツ・イギリス・アメリカに留学し、同年に「社会科学としてのドイツ経済学的研究」により、関西学院大学経済学博士の学位を受ける。
ベトナム戦争に反対するアメリカ人学生らをあつめて、英会話学校を経営していたが、のち1962年（昭和37年）株式会社テック（東京イングリッシュセンター）とし、ラボ教育センターの基礎を作る。息子が創設したトランスナショナル・カレッジ・オブ・レクスの名誉学長となった。
1967年（昭和42年）3月、同学を定年退職し、4月から北星学園大学経済学部教授に就任する。
1982年（昭和57年）11月30日、第13回キリスト教功労者として表彰される。

## 著書

### 単著
- 『『唯』内面的基督教の排撃』基督者学生運動出版部、1931年5月。
- 『基督教と資本主義』開拓社、1931年6月。全国書誌番号:59007069。
- 『基督教社会経済倫理』基督教思想叢書刊行会〈基督教思想叢書 第3輯 第6巻〉、1932年12月。全国書誌番号:46082443。
- 『商業史 商業政策を顧みつつ』榊原巌、1935年。全国書誌番号:44004707。
- 『英帝国崩壊の予言者 トーマス・カーライル』三省堂、1943年11月。全国書誌番号:46029015。
- 『基督教かマルキシズムか 社会主義への道』日本基督教青年会同盟、1949年6月。全国書誌番号:49008437。
- 『教会と共産党』日本基督教青年会同盟、1949年9月。全国書誌番号:49008436。
- 『社会科学としての経済学の成立 スミスからミルまで』同文館、1951年12月。
- 『社会科学としてのドイツ経済学研究 ミュルラーからゾムバルトまで』平凡社、1958年11月。全国書誌番号:59007069。
- 『社会科学としての英国古典派経済学の研究 アダム・スミスからジョン・ステュアート・ミルまで』平凡社、1961年6月。
- 『現代基督者財産共同体の研究』平凡社、1967年2月。全国書誌番号:68014751。
- 『殉教と亡命 フッタライトの四百五十年』平凡社、1967年2月。全国書誌番号:68014752。
- 『アナバプティスト派古典時代の歴史的研究』平凡社、1972年5月。全国書誌番号:79002227。
- 『良心的反戦論者のアナバプティスト的系譜』平凡社、1974年5月。全国書誌番号:79002233。
- 『教会共同体の研究』平凡社、1976年9月。全国書誌番号:79002229。
- 『信仰を生きる 共同体との出会い』シャローム出版、1991年3月。全国書誌番号:91056332。

### 翻訳
- ゲオルク・ヴュンシュ『福音主義的経済倫理』新生堂〈神学思想解説叢書 第3〉、1936年12月。全国書誌番号:47034402。
- アーサー・G.ギッシュ『新左翼とキリスト教的ラディカリズム』平凡社、1973年4月。全国書誌番号:79002230。
- ロバート・フリードマン『アナバプティズムの神学』平凡社、1975年5月。全国書誌番号:79002228。
- ペーター・リーデマン『フッタライト派信仰告白』平凡社、1977年9月。全国書誌番号:79002231。
- ハンス・ゲオルク・フィッシャー『ヤコブ・フッター伝 生涯・信仰・書翰』平凡社〈アナバプティズム研究叢書〉、1978年9月。全国書誌番号:79002232。
- 『コンラット・グレーベル伝 原型アナバプティスト派教会の創始者』平凡社、1982年3月。

## 論文
- cinii